# Блянск
Блянск — деревня в Гдовском районе Псковской области России. Входит в состав Полновской волости Гдовского района.

## География
Расположена берегу Блянского озера на востоке района, в 63 км к юго-востоку от Гдова и в 18 км к востоку от села Ямм.

## Население
Численность населения деревни по оценке на конец 2000 года составляла 30 человек.